# Dodici registi per dodici città
Pour plus de détails, voir Fiche technique et Distribution.
Dodici registi per dodici città est un film documentaire à sketches italien sorti en 1989. Douze grands réalisateurs italiens présentent les douze villes italiennes qui accueillent les matchs de la Coupe du monde de football 1990.

## Douze réalisateurs pour douze villes
- Michelangelo Antonioni : Rome
- Lina Wertmüller : Bari
- Bernardo et Giuseppe Bertolucci : Bologne
- Carlo Lizzani : Cagliari
- Franco Zeffirelli : Florence
- Alberto Lattuada : Gênes
- Ermanno Olmi : Milan
- Francesco Rosi : Naples
- Mauro Bolognini : Palerme
- Mario Soldati : Turin
- Gillo Pontecorvo : Udine
- Mario Monicelli : Vérone

## Fiche technique
Sauf indication contraire, les informations mentionnées dans cette section peuvent être confirmées par la base de données cinématographiques IMDb,  présente dans la section « Liens externes ».
- Titre original italien et français : Dodici registi per dodici città ou 12 registi per 12 città[1],[2]
- Réalisation : Michelangelo Antonioni, Giuseppe Bertolucci, Bernardo Bertolucci, Mauro Bolognini, Alberto Lattuada, Carlo Lizzani, Mario Monicelli, Ermanno Olmi, Gillo Pontecorvo, Francesco Rosi, Mario Soldati, Lina Wertmüller, Franco Zeffirelli
- Photographie :	Lamberto Caimi (it), Fabio Cianchetti, Pasqualino De Santis, Ennio Guarnieri, Armando Nannuzzi, Daniele Nannuzzi (it), Giuseppe Ruzzolini
- Montage : Fiorella Giovanelli, Amedeo Giomini, Ruggero Mastroianni
- Musique : Ennio Morricone, Piero Piccioni, Nicola Piovani
- Société de production : Istituto Luce-Italnoleggio Cinematografico
- Pays de production :  Italie
- Langue originale : italien
- Format : Couleur - 1,37:1
- Durée : 90 min (1 h 30[1])
- Genre : Film documentaire